# Звънчета и камбани
Звънчета и камбани (на английски: The Bells) е поема, написана от американския писател и поет Едгар Алън По.
В нея се използва изключително често ономатопея. Поемата не е публикувана до след смъртта на По през 1849 г. Позната е заради много честото използване на думата „камбани“. Творбата е в 4 части, като всяка част става все по-мрачна, докато пеенето и смехът на камбаните се превръщат в стон и стенание в 4-та част.

## Анализ
Поемата може да бъде интерпретирана по много различни начини. Тя основно представя различните звуци, които камбаните и звънчетата издават и емоциите, пробудени от звуците. Многократното повторение на „камбани“ извиква в ума звън от църковните камбани. Съществуват и няколко други, по-дълбоки интерпретации на поемата. Една от тях е, че поемата е представяне на живота от веселостта и безгрижието на младостта до болката на старостта. Растящото отчаяние е подчертана заедно с растящата ярост в тона на поемата. Съществува друга теория, че редуването на сезоните, от пролет до зима, е представено в творбата. Смяната на сезоните често е метафора за промяната в самия живот. В поемата също съществува загатнато темата за загубата на съпругата на По, Вирджиния Елиза Клем По. Погребалният камбанен звън на железните камбани отразява последната лудост на скърбящия съпруг.
Звученето на отделните стихове, особено повтарящите се „камбани, камбани, камбани, камбани, камбани, камбани, камбани“, се намира на тънка линия между смисъл и безсмислица, създаваща чувство за нестабилност. В поемата са показани няколко вида камбани: сребърни, златни, железни и бронзови.
Смята се, че камбаните, за които поетът пише, са тези на университета във Фордам, Бронкс, Ню Йорк, където по живее, докато пише творбата. Освен това По често се разхожда из университета, разговаряйки с тамошните студенти и йезуити.